# 锡格马斯采尔
锡格马斯采尔是德国巴伐利亚州的一个市镇。总面积16.00平方公里，总人口2816人，其中男性1406人，女性1410人（2011年12月31日），人口密度176人/平方公里。